# بيغ جون قرير
بيغ جون قرير (بالإنجليزية: Big John Greer)‏ (و. 1923 – 1972 م) هو موسيقي، ومغني، وعازف ساكسفون أمريكي، يستخدم آلات ساكسفون، توفي عن عمر يناهز 49 عاماً.

## روابط خارجية
- بيغ جون قرير على موقع ميوزك برينز (الإنجليزية)
- بيغ جون قرير على موقع أول ميوزيك (الإنجليزية)
- بيغ جون قرير على موقع ديسكوغز (الإنجليزية)